# Shîlabhadra
 (juin 2016).
Si vous disposez d'ouvrages ou d'articles de référence ou si vous connaissez des sites web de qualité traitant du thème abordé ici, merci de compléter l'article en donnant les références utiles à sa vérifiabilité et en les liant à la section « Notes et références ».
Shilabhadra (IAST Śīlabhadra, v 528-651) est un théoricien et commentateur indien de l'école de conscience Vijnanavada (Vijñānavāda) ou Yogacara (Yogācāra) du bouddhisme mahāyāna, originaire de l'est de l'Inde, issu de la caste brahmanique. 
Féru de connaissances dans sa jeunesse, il voyagea partout pour trouver de grands maîtres, et arriva enfin à l'université Nālandā du royaume Magadha où il entra dans l'ordre bouddhique auprès du patriarche Dharmapâla, grâce auquel il fit de grands progrès dans la doctrine bouddhiste. À la place de son maître, il remporta des victoires dans les débats théoriques contre des orateurs d'écoles non bouddhistes. Avec la réputation et le respect qu'il eut gagnés, il fut nommé à son tour patriarche de cette fameuse université (ayant alors plus de quatre mille moines résidents et plus de dix mille avec les moines visiteurs). 
Il fut longtemps président de ce plus prestigieux centre bouddhiste, il enseigna le célèbre Traité des terres de maîtres yogācāra (Yogācārabhūmiśāstra) et interpréta la théorie de vijñānavāda. Lorsque le grand pèlerin chinois Xuanzang arriva à Nālandā, il avait déjà 103 ans. Il forma avec grand enthousiasme et grande attention toutes ses connaissances à son disciple chinois qui introduisit en Chine la théorie de cette école, qui passa en suite en Corée, au Japon et au Vietnam, etc.

## Points de vue caractéristiques
I. Shilabhadra classa le bouddhisme en trois périodes: celle de l'existence (bhava), celle de la vacuité (śūnyatā) et celle du milieu (madhya), qu'on appelait l'enseignement à trois temps. 
1. L'enseignement de la première période désigne les soutras Agama ou nikāya, c'est-à-dire la théorie de théravāda prêchée pas le bouddha Śākyamuni après son éveil dans le Parc aux Gazelles, le bouddha expliqua la vacuité de soi mais pas la vacuité de dharma.
2. L'enseignement de la deuxième période indique les soutras de la sapience suprême (prajñāpāramitā), le bouddha démontra la vacuité de dharma par la nature imaginaire (parikalpita), mais il ne révéla pas encore la nature dépendante (paratantra) de causes déclenchantes  ni la nature parfaitement accomplie, ou nature propre intégrale (pariniṣpanna).
3. L'enseignement de la troisième période signifie le soutra du Dévoilement du sens profond (Sandhinirmocanasūtra), le bouddha exposa la théorie des trois natures et des trois sans natures, c'est-à-dire la théorie de vijñānavāda, que Shîlabhadra considérait comme seul enseignement du sens premier.

II. Shîlabhadra préconisa la distinction des cinq catégories des gens (pañcagotra): bodhisattva, éveillé tout seul (pratyekabuddha), auditeur (śravaka), indéfini et sans nature. les êtres sans nature ne pourront jamais se libérer ou être libérés. 